# The Sweetest Apu
The Sweetest Apu, llamado El Apu más dulce en España y El dulce Apu en Hispanoamérica, es un episodio perteneciente a la decimotercera temporada de la serie animada Los Simpson, emitido originalmente el 5 de mayo de 2002. El episodio fue escrito por John Swartzwelder y dirigido por Matthew Nastuk. En el episodio, Apu Nahasapeemapetilon intenta reconciliarse con su esposa Manjula luego de haberla engañado con otra mujer.

## Sinopsis
Todo comienza cuando Apu recibe la visita de su esposa Manjula y sus octillizos, donde Soy se siente incómodo por el escándalo de éstos en su trabajo por lo que sugiere que se vayan a casa. 
Mientras limpia el desorden causado por sus hijos, aparecen Homer y Bart donde se encuentran disfrazados en representación de la Guerra Civil Americana y Homer compra un barril de cerveza para la ocasión. En lo que recibe su pedido, se presenta Annette la joven repartidora de raspados/fresisuis para cambiar los jarabes/fresisuis a la máquina. Al recibir un halago de dicha mujer, Homer cree que Annette se siente atraída por Apu pero éste no cree en eso. 
Después de comprar el barril, Homer y varios de los ciudadanos recrean la Batalla de Springfield. En la representación, el director Skinner observa que los Springfieldianos lo desobedecen, ya que unos estaban bajo los efectos de la cerveza, otros se encontraban jugando, y solo algunos estaban llevando a cabo mal la Guerra llevándolo a fuera de contexto. 
Luego de la representación, Homer le lleva el barril de cerveza vacío de vuelta a Apu al Kwik-E-Mart, en un intento de que le devuelvan su dinero. Allí, oye ruidos provenientes del depósito de la tienda y encuentra a Apu besándose apasionadamente con Annette. Homer, sorprendido, camina hacia atrás, boquiabierto, hasta que llega a su casa 
Notando su inquietud y nerviosismo, Marge se da cuenta de lo que Homer había visto por los movimientos de su pupila. Luego, ambos enfrentan a Apu, quien les dice que iba a terminar su relación con Annette. Inicialmente, Apu iba a terminar con ella pero no lo hace. Más tarde, Manjula siente que Apu ya no es afectuoso con ella por lo que, revisa las cintas de seguridad del Kwik-E-Mart y descubre la infidelidad de su esposo. 
Para ayudarlos a volver a estar juntos, Homer y Marge invitan a Apu y Manjula a su casa, pero no les dicen que el otro también vendría. En la cena, ambos se encuentran aunque no se dirigen la palabra, para que al final terminan discutiendo y Manjula pide el divorcio. 
Habiendo sido echado de su casa, Apu se muda al complejo de apartamentos para solteros, en donde vivía Kirk Van Houten pero nota que el ambiente es bastante depresivo y molesto. Con todo eso, Marge logra convencer a Manjula de perdonar a Apu. Luego, Marge y Manjula van al condominio donde se hospeda Apu, y llegan a tiempo para impedir que se suicide. Entonces, le dicen que, si realiza una serie de tareas, podría volver junto a Manjula y a los niños. Pese a esto, su exesposa le aclara que se necesitaría tiempo para que todo volviese a la normalidad. 
La primera tarea era terminar con Annette. Al momento de hacerlo, decide cambiar ciertas cosas dentro del Kwik-E-Mart. Cuando las tareas están cumplidas (entre las cuales estaban publicar un chiste en un periódico y hacer una obra de teatro), Manjula perdona a Apu. 
Esa noche, Apu y Manjula se sienten incómodos pero después de hablar, terminan besándose apasionadamente. Durante el acto, Homer los observa por la ventana, subido en zancos. La pareja continúa y Homer, shockeado, camina hacia atrás subido a los zancos durante todo el camino a su casa, sin caerse.